# Colin Ford

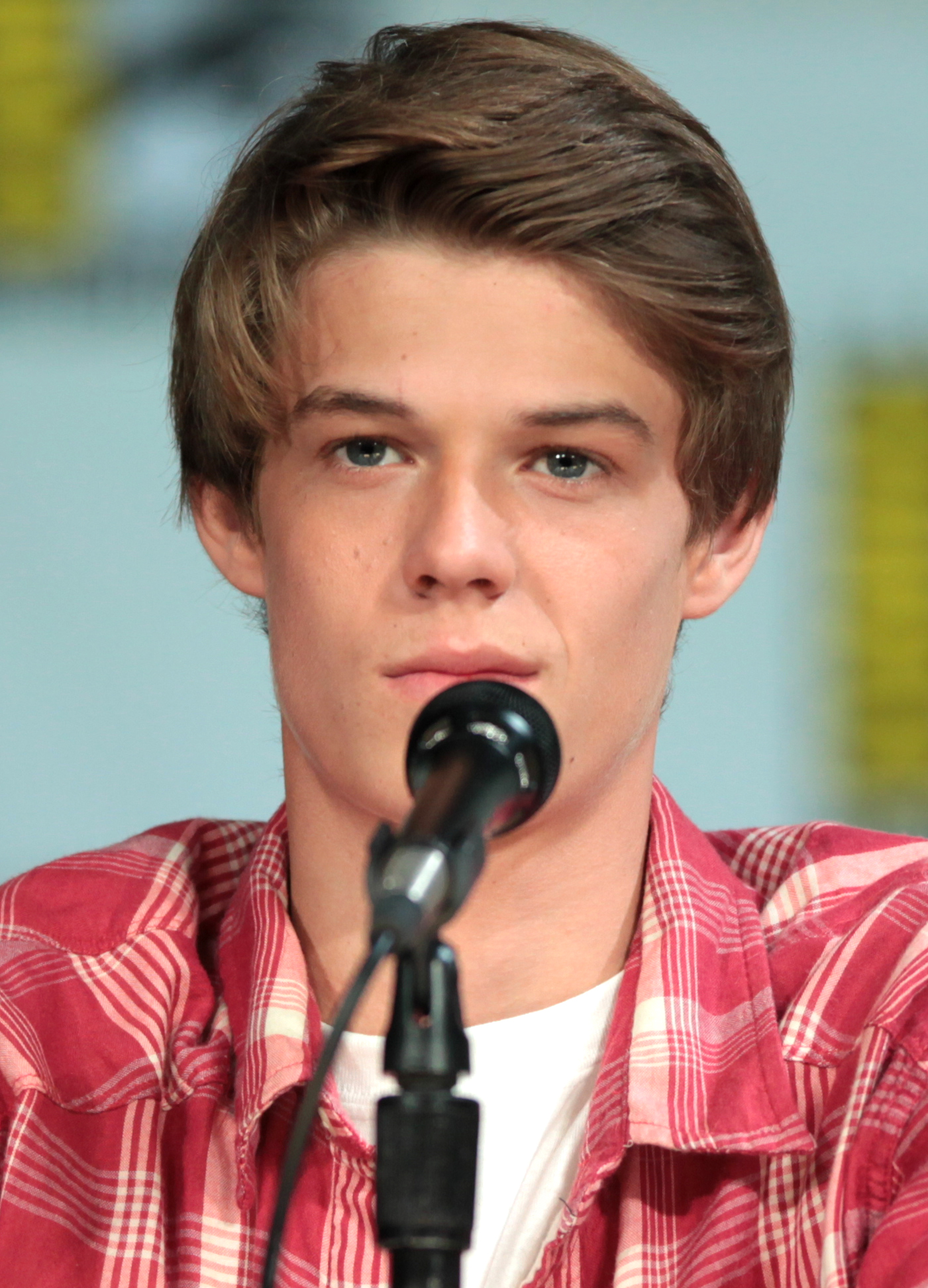
Colin Ford (2014)

Colin Ford (* 12. September 1996 in Nashville, Tennessee) ist ein US-amerikanischer Schauspieler und Synchronsprecher, bekannt durch seine Rolle als Jackson Patch in Dog Days of Summer und als junger Sam Winchester in der Fernsehserie Supernatural.

## Leben und Karriere
Der in Nashville geborene Colin Ford begann seine Karriere im Alter von vier Jahren mit einigen Modeljobs in Atlanta.
Seinen ersten Fernsehauftritt hatte Colin Ford mit fünf Jahren im Film Sweet Home Alabama – Liebe auf Umwegen neben Reese Witherspoon und Patrick Dempsey. Es folgten Gastauftritte in Serien wie Smallville, Close to Home sowie Side Order of Life. 2007 folgten die Filme Schwerter des Königs – Dungeon Siege, American Family und Dog Days of Summer. Im gleichen Jahr trat er zum ersten Mal als junger Sam Winchester in der Fernsehserie Supernatural auf. Diese Rolle, die er zuletzt 2016 verkörperte, brachte ihm 2010 einen Young Artist Award ein. Im Jahr 2008 war er in zehn Folgen der Serie Can You Teach My Alligator Manners? zu sehen. 2010 war er für jeweils eine Folge in Private Practice, Hawaii Five-0 und CSI: Miami zu sehen. Von 2010 bis 2013 lieh er auch verschiedenen Charakteren in der Animationsserie Family Guy seine Stimme. 2011 folgte der Film Wir kaufen einen Zoo. Des Weiteren fungierte er von 2011 bis 2013 als Synchronsprecher für die Zeichentrickfigur Jake in der Serie Jake und die Nimmerland-Piraten. 2012 hatte er eine Gastrolle in Revolution sowie 2012 und 2013 eine in The Mob Doctor inne. Von Juni 2013 bis September 2015 war er in der CBS-Serie Under the Dome, die auf Stephen Kings Roman Die Arena basiert, in der Rolle des Joe McAlister zu sehen.

## Filmografie (Auswahl)

### Filme
- 2002: Sweet Home Alabama – Liebe auf Umwegen (Sweet Home Alabama)
- 2003: Dumm und dümmerer (Dumb and Dumberer: When Harry met Lloyd)
- 2004: Moved
- 2004: The Work and the Glory
- 2005: The Work and the Glory: American Zion
- 2006: Faceless
- 2006: The Ant Bully
- 2007: American Family
- 2007: Schwerter des Königs – Dungeon Siege (In the Name of the King: A Dungeon Siege Tale)
- 2007: Dog Days of Summer
- 2007: Christmas Is Here Again
- 2008: Lake City
- 2009: In My Pocket
- 2009: Bride Wars – Beste Feindinnen (Bride Wars)
- 2009: Push
- 2009: Jack im Reich der Riesen (Jack and the Beanstalk)
- 2010: All Kids Count
- 2011: Wir kaufen einen Zoo (We Bought a Zoo)
- 2011: Ticket Out – Flucht ins Ungewisse
- 2012: Eye of the Hurricane
- 2012: Disconnect
- 2016: Lockdown
- 2018: Letztendlich sind wir dem Universum egal (Every Day)
- 2018: Family Blood
- 2019: Captain Marvel
- 2020: Immer Ärger mit Grandpa (The War with Grandpa)

### Serien
- 2005: Smallville (Folge 4x20)
- 2006: The Tonight Show with Jay Leno
- 2006: The Chelsea Handler Show
- 2006: Close to Home (Folge 2x05)
- 2007: Side Order of Life (Folge 1x02)
- 2007: Journeyman – Der Zeitspringer (Journeyman, Folge 1x10)
- 2007–2011, 2016: Supernatural (6 Folgen)
- 2008: Can You Teach My Alligator Manners? (10 Folgen)
- 2010: Private Practice (Folge 3x14)
- 2010–2013: Family Guy (8 Folgen, Stimme)
- 2010: CSI: Miami (Folge 8x22)
- 2010: Hawaii Five-0 (Folge 1x02)
- 2011–2013: Jake und die Nimmerland-Piraten (Jake and the Never Land Pirates, 42 Folgen, Stimme)
- 2012: Revolution (Folge 1x07)
- 2012–2013: The Mob Doctor (2 Folgen)
- 2013–2015: Under the Dome (39 Folgen)
- 2017: American Dad (1 Folge)
- 2019: Daybreak
- 2019: All Rise – Die Richterin (1 Folge)
- 2022: The Rookie (Folge 4x17)
- 2022: Dahmer – Monster: Die Geschichte von Jeffrey Dahmer (1 Folge)
- 2022–2023: Walker
- 2024: 9-1-1: Notruf L.A. (9-1-1, 1 Folge)

## Auszeichnungen und Nominierungen
| Jahr | Auszeichnung       | Für                           | Kategorie                                                                              | Resultat  |
| ---- | ------------------ | ----------------------------- | -------------------------------------------------------------------------------------- | --------- |
| 2008 | Young Artist Award | Journeyman – Der Zeitspringer | Best Performance in a Feature Film – Supporting Young Actor                            | Nominiert |
| 2009 | Young Artist Award | Lake City                     | Best Performance in a Feature Film – Supporting Young Actor                            | Nominiert |
| 2009 | Young Artist Award | Christmas Is Here Again       | Best Performance in a Voice-Over Role                                                  | Nominiert |
| 2010 | Young Artist Award | Supernatural                  | Best Performance in a TV Series (Comedy or Drama) – Recurring Young Actor 13 and Under | Gewonnen  |
| 2011 | Young Artist Award | Jack im Reich der Riesen      | Best Performance in a DVD Film                                                         | Gewonnen  |
| 2012 | Young Artist Award | Wir kaufen einen Zoo          | Best Performance in a Feature Film – Supporting Young Actor                            | Nominiert |
| 2014 | Saturn Award       | Under the Dome                | Best Performance by a Younger Actor in a Television Series                             | Nominiert |